# Élections législatives de 2017 dans le Calvados
Les élections législatives françaises de 2017 ont lieu les 11 et 18 juin 2017. Dans le département du Calvados, six députés sont à élire dans le cadre de six circonscriptions.

## Élus
| Circonscription                                 | Député sortant                              | Parti | Parti | Député élu ou réélu  | Parti | Parti |
| ----------------------------------------------- | ------------------------------------------- | ----- | ----- | -------------------- | ----- | ----- |
| 1re                                             | Philippe Duron*                             |       | PS    | Fabrice Le Vigoureux |       | LREM  |
| 2e                                              | Laurence Dumont                             |       | PS    | Laurence Dumont      |       | PS    |
| 3e                                              | Guy Bailliart* suppléant de Clotilde Valter |       | PS    | Sébastien Leclerc    |       | LR    |
| 4e                                              | Nicole Ameline                              |       | LR    | Christophe Blanchet  |       | LREM  |
| 5e                                              | Isabelle Attard                             |       | DVG   | Bertrand Bouyx       |       | LREM  |
| 6e                                              | Alain Tourret                               |       | PRG   | Alain Tourret        |       | LREM  |
| * député sortant ne se représentant pas en 2017 |                                             |       |       |                      |       |       |

## Rappel des résultats départementaux des élections de 2012
| Parti          | Parti                              | Premier tour | Premier tour | Second tour | Second tour | Sièges |  |
| Parti          | Parti                              | Voix         | %            | Voix        | %           | Sièges |  |
| -------------- | ---------------------------------- | ------------ | ------------ | ----------- | ----------- | ------ |  |
|                | Parti socialiste                   | 68 705       | 23,85        | 94 292      | 33,41       | 3      |  |
|                | Parti radical de gauche            | 22 826       | 7,92         | 29 570      | 10,48       | 1      |  |
|                | Europe Écologie Les Verts          | 20 198       | 7,01         | 25 683      | 9,10        | 1      |  |
|                | Divers gauche dont MRC             | 10 610       | 3,68         |             |             | 0      |  |
|                | Majorité présidentielle            | 122 339      | 42,47        | 149 545     | 52,99       | 5      |  |
|                |                                    |              |              |             |             |        |  |
|                | Union pour un mouvement populaire  | 72 151       | 25,05        | 96 997      | 34,37       | 1      |  |
|                | Nouveau centre                     | 23 912       | 8,30         | 21 934      | 7,77        | 0      |  |
|                | Divers droite dont DLR et PCD      | 3 903        | 1,36         |             |             | 0      |  |
|                | Parti radical                      | 496          | 0,17         | 0           |             |        |  |
|                | Droite parlementaire               | 100 462      | 34,88        | 118 931     | 42,14       | 1      |  |
|                |                                    |              |              |             |             |        |  |
|                | Front national                     | 31 891       | 11,07        |             |             | 0      |  |
|                | Front de gauche                    | 17 016       | 5,91         | 0           |             |        |  |
|                | Mouvement démocrate                | 12 181       | 4,23         | 13 734      | 4,87        | 0      |  |
|                | Extrême gauche dont LO, NPA et POI | 2 351        | 1,20         |             |             | 0      |  |
|                | Divers écologiste dont AÉI         | 689          | 0,24         | 0           |             |        |  |
|                |                                    |              |              |             |             |        |  |
| Inscrits       | Inscrits                           | 490 908      | 100,00       | 490 887     | 100,00      | 6      |  |
| Abstentions    | Abstentions                        | 198 209      | 40,38        | 200 326     | 40,81       |        |  |
| Votants        | Votants                            | 292 699      | 59,62        | 290 561     | 59,19       |        |  |
| Blancs et nuls | Blancs et nuls                     | 4 670        | 1,6          | 8 351       | 2,87        |        |  |
| Exprimés       | Exprimés                           | 288 029      | 98,4         | 282 210     | 97,13       |        |  |

## Résultats

### Résultats à l'échelle du département
|                                              |                                      |                           |                           |                          |                          |
|                                              |                                      | Premier tour 11 juin 2017 | Premier tour 11 juin 2017 | Second tour 18 juin 2017 | Second tour 18 juin 2017 |
|                                              |                                      |                           |                           |                          |                          |
|                                              |                                      | Nombre                    | % des inscrits            | Nombre                   | % des inscrits           |
| Inscrits                                     | Inscrits                             | 500 944                   | 100,00                    | 501 178                  | 100,00                   |
| Abstentions                                  | Abstentions                          | 241 131                   | 48,14                     | 280 224                  | 55,91                    |
| Votants                                      | Votants                              | 259 813                   | 51,86                     | 220 954                  | 44,09                    |
|                                              |                                      |                           | % des votants             |                          | % des votants            |
| Bulletins blancs                             | Bulletins blancs                     | 3 814                     | 1,47                      | 16 491                   | 7,46                     |
| Bulletins nuls                               | Bulletins nuls                       | 1 943                     | 0,75                      | 7 536                    | 3,41                     |
| Suffrages exprimés                           | Suffrages exprimés                   | 254 056                   | 97,78                     | 196 927                  | 89,13                    |
|                                              |                                      |                           |                           |                          |                          |
| Étiquette politique                          | Étiquette politique                  | Voix                      | % des exprimés            | Voix                     | % des exprimés           |
|                                              |                                      |                           |                           |                          |                          |
|                                              | La République en marche              | 81 552                    | 32,10                     | 97 579                   | 49,60                    |
|                                              | Les Républicains                     | 34 570                    | 13,61                     | 49 521                   | 25,17                    |
|                                              | Front national                       | 30 942                    | 12,18                     | 11 252                   | 5,72                     |
|                                              | La France insoumise                  | 19 510                    | 7,68                      |                          |                          |
|                                              | Parti socialiste                     | 19 160                    | 7,54                      | 14 814                   | 7,53                     |
|                                              | Union des démocrates et indépendants | 11 790                    | 4,64                      | 9 367                    | 4,76                     |
|                                              | Mouvement démocrate                  | 11 602                    | 4,57                      | 14 394                   | 7,32                     |
|                                              | Divers gauche                        | 11 093                    | 4,37                      |                          |                          |
|                                              | Écologiste                           | 10 964                    | 4,32                      |                          |                          |
|                                              | Parti communiste français            | 6 322                     | 2,49                      |                          |                          |
|                                              | Divers droite                        | 5 986                     | 2,36                      |                          |                          |
|                                              | Debout la France                     | 3 763                     | 1,48                      |                          |                          |
|                                              | Extrême gauche                       | 2 951                     | 1,16                      |                          |                          |
|                                              | Divers                               | 1 780                     | 0,70                      |                          |                          |
|                                              | Parti radical de gauche              | 1 676                     | 0,66                      |                          |                          |
|                                              | Extrême droite                       | 395                       | 0,16                      |                          |                          |
| Source : Ministère de l'Intérieur - Calvados |                                      |                           |                           |                          |                          |

### Résultats par circonscription

#### Première circonscription
Député sortant : Philippe Duron (Parti socialiste).
|                                                                          |                                                                                  |                           |                           |                          |                          |
|                                                                          |                                                                                  | Premier tour 11 juin 2017 | Premier tour 11 juin 2017 | Second tour 18 juin 2017 | Second tour 18 juin 2017 |
|                                                                          |                                                                                  |                           |                           |                          |                          |
|                                                                          |                                                                                  | Nombre                    | % des inscrits            | Nombre                   | % des inscrits           |
| Inscrits                                                                 | Inscrits                                                                         | 70 107                    | 100,00                    | 70 099                   | 100,00                   |
| Abstentions                                                              | Abstentions                                                                      | 32 641                    | 46,56                     | 39 435                   | 56,26                    |
| Votants                                                                  | Votants                                                                          | 37 466                    | 53,44                     | 30 664                   | 43,74                    |
|                                                                          |                                                                                  |                           | % des votants             |                          | % des votants            |
| Bulletins blancs                                                         | Bulletins blancs                                                                 | 401                       | 1,07                      | 2 895                    | 9,44                     |
| Bulletins nuls                                                           | Bulletins nuls                                                                   | 293                       | 0,78                      | 1 062                    | 3,46                     |
| Suffrages exprimés                                                       | Suffrages exprimés                                                               | 36 772                    | 98,15                     | 26 707                   | 87,10                    |
|                                                                          |                                                                                  |                           |                           |                          |                          |
| Candidat Étiquette politique (partis et alliances)                       | Candidat Étiquette politique (partis et alliances)                               | Voix                      | % des exprimés            | Voix                     | % des exprimés           |
|                                                                          |                                                                                  |                           |                           |                          |                          |
|                                                                          | Fabrice Le Vigoureux La République en marche                                     | 14 196                    | 38,61                     | 17 340                   | 64,93                    |
|                                                                          | Sonia de La Provôté Union des démocrates et indépendants (Les Républicains)      | 6 163                     | 16,76                     | 9 367                    | 35,07                    |
|                                                                          | Karinne Gualbert La France insoumise                                             | 4 467                     | 12,15                     |                          |                          |
|                                                                          | Éric Vève Parti socialiste                                                       | 3 140                     | 8,54                      |                          |                          |
|                                                                          | Chantal Henry Front national                                                     | 2 752                     | 7,48                      |                          |                          |
|                                                                          | Rudy L'Orphelin Europe Écologie Les Verts                                        | 2 203                     | 5,99                      |                          |                          |
|                                                                          | Marc Lecerf Divers gauche                                                        | 1 246                     | 3,39                      |                          |                          |
|                                                                          | Marie-Jeanne Gobert Parti communiste français                                    | 949                       | 2,58                      |                          |                          |
|                                                                          | Annie Pelluet Debout la France                                                   | 386                       | 1,05                      |                          |                          |
|                                                                          | Jean-Michel Sady Écologiste (Mouvement 100 % - Alliance écologiste indépendante) | 308                       | 0,84                      |                          |                          |
|                                                                          | Nicolas Vabre Extrême gauche (Nouveau Parti anticapitaliste)                     | 281                       | 0,76                      |                          |                          |
|                                                                          | Pierre Casevitz Lutte ouvrière                                                   | 238                       | 0,65                      |                          |                          |
|                                                                          | Patricia Divaret Divers (Union populaire républicaine)                           | 164                       | 0,45                      |                          |                          |
|                                                                          | Dimitri Bruyneel Divers droite (Centre national des indépendants et paysans)     | 147                       | 0,40                      |                          |                          |
|                                                                          | Michel Lemonnier Divers gauche (Parti de la démondialisation)                    | 63                        | 0,17                      |                          |                          |
|                                                                          | Pauline Étroit Divers gauche                                                     | 44                        | 0,12                      |                          |                          |
|                                                                          | Hélène Courtois Divers gauche (Mouvement des progressistes)                      | 25                        | 0,07                      |                          |                          |
| Source : Ministère de l'Intérieur - Première circonscription du Calvados |                                                                                  |                           |                           |                          |                          |

#### Deuxième circonscription
Député sortant : Laurence Dumont (Parti socialiste).
|                                                                          |                                                                               |                           |                           |                          |                          |
|                                                                          |                                                                               | Premier tour 11 juin 2017 | Premier tour 11 juin 2017 | Second tour 18 juin 2017 | Second tour 18 juin 2017 |
|                                                                          |                                                                               |                           |                           |                          |                          |
|                                                                          |                                                                               | Nombre                    | % des inscrits            | Nombre                   | % des inscrits           |
| Inscrits                                                                 | Inscrits                                                                      | 67 592                    | 100,00                    | 67 591                   | 100,00                   |
| Abstentions                                                              | Abstentions                                                                   | 33 389                    | 49,40                     | 37 603                   | 55,63                    |
| Votants                                                                  | Votants                                                                       | 34 203                    | 50,60                     | 29 988                   | 44,37                    |
|                                                                          |                                                                               |                           | % des votants             |                          | % des votants            |
| Bulletins blancs                                                         | Bulletins blancs                                                              | 426                       | 1,25                      | 1 486                    | 4,96                     |
| Bulletins nuls                                                           | Bulletins nuls                                                                | 192                       | 0,56                      | 720                      | 2,40                     |
| Suffrages exprimés                                                       | Suffrages exprimés                                                            | 33 585                    | 98,19                     | 27 782                   | 92,64                    |
|                                                                          |                                                                               |                           |                           |                          |                          |
| Candidat Étiquette politique (partis et alliances)                       | Candidat Étiquette politique (partis et alliances)                            | Voix                      | % des exprimés            | Voix                     | % des exprimés           |
|                                                                          |                                                                               |                           |                           |                          |                          |
|                                                                          | Éric Halphen La République en marche                                          | 11 522                    | 34,31                     | 12 968                   | 46,68                    |
|                                                                          | Laurence Dumont (députée sortante) Parti socialiste (Parti radical de gauche) | 6 842                     | 20,37                     | 14 814                   | 53,32                    |
|                                                                          | Étienne Brasselet La France insoumise                                         | 4 069                     | 12,12                     |                          |                          |
|                                                                          | Sabrina Joret Front national                                                  | 3 351                     | 9,98                      |                          |                          |
|                                                                          | Aminthe Renouf Les Républicains (Union des démocrates et indépendants)        | 3 335                     | 9,93                      |                          |                          |
|                                                                          | Noëlle Le Maulf Europe Écologie Les Verts                                     | 1 269                     | 3,78                      |                          |                          |
|                                                                          | Gérard Leneveu Parti communiste français                                      | 1 261                     | 3,75                      |                          |                          |
|                                                                          | Jérôme Hommais Écologiste (Cap21)                                             | 632                       | 1,88                      |                          |                          |
|                                                                          | Christine Bonnissent Debout la France                                         | 386                       | 1,15                      |                          |                          |
|                                                                          | Christophe Garcia Lutte ouvrière                                              | 253                       | 0,75                      |                          |                          |
|                                                                          | Samuel Mouity Divers                                                          | 173                       | 0,52                      |                          |                          |
|                                                                          | Mohamed Bouabdallaoui Divers (Union populaire républicaine)                   | 141                       | 0,42                      |                          |                          |
|                                                                          | Cédric Evano Divers gauche (Mouvement des progressistes)                      | 85                        | 0,25                      |                          |                          |
|                                                                          | Didier Bergar Extrême gauche (Communistes)                                    | 81                        | 0,24                      |                          |                          |
|                                                                          | Romain Coutant Divers                                                         | 77                        | 0,23                      |                          |                          |
|                                                                          | Mustafa Yilmaz Divers (Parti égalité et justice)                              | 62                        | 0,18                      |                          |                          |
|                                                                          | Thibault Vétillard Divers gauche (Parti de la démondialisation)               | 46                        | 0,14                      |                          |                          |
| Source : Ministère de l'Intérieur - Deuxième circonscription du Calvados |                                                                               |                           |                           |                          |                          |

#### Troisième circonscription
Député sortant : Guy Bailliart (Parti socialiste).
Député élu : Sébastien Leclerc (Les Républicains).
|                                                                           |                                                                           |                           |                           |                          |                          |
|                                                                           |                                                                           | Premier tour 11 juin 2017 | Premier tour 11 juin 2017 | Second tour 18 juin 2017 | Second tour 18 juin 2017 |
|                                                                           |                                                                           |                           |                           |                          |                          |
|                                                                           |                                                                           | Nombre                    | % des inscrits            | Nombre                   | % des inscrits           |
| Inscrits                                                                  | Inscrits                                                                  | 78 928                    | 100,00                    | 78 925                   | 100,00                   |
| Abstentions                                                               | Abstentions                                                               | 38 935                    | 49,33                     | 45 021                   | 57,04                    |
| Votants                                                                   | Votants                                                                   | 39 993                    | 50,67                     | 33 904                   | 42,96                    |
|                                                                           |                                                                           |                           | % des votants             |                          | % des votants            |
| Bulletins blancs                                                          | Bulletins blancs                                                          | 636                       | 1,59                      | 2 849                    | 8,40                     |
| Bulletins nuls                                                            | Bulletins nuls                                                            | 292                       | 0,73                      | 1 487                    | 4,39                     |
| Suffrages exprimés                                                        | Suffrages exprimés                                                        | 39 065                    | 97,68                     | 29 568                   | 87,21                    |
|                                                                           |                                                                           |                           |                           |                          |                          |
| Candidat Étiquette politique (partis et alliances)                        | Candidat Étiquette politique (partis et alliances)                        | Voix                      | % des exprimés            | Voix                     | % des exprimés           |
|                                                                           |                                                                           |                           |                           |                          |                          |
|                                                                           | Florence Lehéricy Mouvement démocrate (La République en marche)           | 11 602                    | 29,70                     | 14 394                   | 48,68                    |
|                                                                           | Sébastien Leclerc Les Républicains (Union des démocrates et indépendants) | 8 123                     | 20,79                     | 15 174                   | 51,32                    |
|                                                                           | Christelle Lechevalier-Létard Front national                              | 6 702                     | 17,16                     |                          |                          |
|                                                                           | Clotilde Valter Parti socialiste                                          | 6 251                     | 16,00                     |                          |                          |
|                                                                           | Didier Canu La France insoumise                                           | 3 370                     | 8,63                      |                          |                          |
|                                                                           | Jacques Bessin Écologiste (Mouvement 100 %)                               | 794                       | 2,03                      |                          |                          |
|                                                                           | Serge Loiseau Parti communiste français                                   | 676                       | 1,73                      |                          |                          |
|                                                                           | Steven Mafiodo Debout la France                                           | 621                       | 1,59                      |                          |                          |
|                                                                           | Michel Langevin Lutte ouvrière                                            | 490                       | 1,25                      |                          |                          |
|                                                                           | Karine Seguin Divers (Union populaire républicaine)                       | 269                       | 0,69                      |                          |                          |
|                                                                           | Angelo Lecoq Divers gauche (Parti de la démondialisation)                 | 88                        | 0,23                      |                          |                          |
|                                                                           | Henri Nourry Divers gauche                                                | 62                        | 0,16                      |                          |                          |
|                                                                           | Wilfried Van Oost Divers gauche (Mouvement des progressistes)             | 17                        | 0,04                      |                          |                          |
| Source : Ministère de l'Intérieur - Troisième circonscription du Calvados |                                                                           |                           |                           |                          |                          |

#### Quatrième circonscription
Député sortant : Nicole Ameline (Les Républicains).
|                                                                           |                                                                                           |                           |                           |                          |                          |
|                                                                           |                                                                                           | Premier tour 11 juin 2017 | Premier tour 11 juin 2017 | Second tour 18 juin 2017 | Second tour 18 juin 2017 |
|                                                                           |                                                                                           |                           |                           |                          |                          |
|                                                                           |                                                                                           | Nombre                    | % des inscrits            | Nombre                   | % des inscrits           |
| Inscrits                                                                  | Inscrits                                                                                  | 100 988                   | 100,00                    | 101 010                  | 100,00                   |
| Abstentions                                                               | Abstentions                                                                               | 48 928                    | 48,45                     | 56 355                   | 55,79                    |
| Votants                                                                   | Votants                                                                                   | 52 060                    | 51,55                     | 44 655                   | 44,21                    |
|                                                                           |                                                                                           |                           | % des votants             |                          | % des votants            |
| Bulletins blancs                                                          | Bulletins blancs                                                                          | 527                       | 1,01                      | 2 688                    | 6,02                     |
| Bulletins nuls                                                            | Bulletins nuls                                                                            | 326                       | 0,63                      | 1 435                    | 3,21                     |
| Suffrages exprimés                                                        | Suffrages exprimés                                                                        | 51 207                    | 98,36                     | 40 532                   | 90,77                    |
|                                                                           |                                                                                           |                           |                           |                          |                          |
| Candidat Étiquette politique (partis et alliances)                        | Candidat Étiquette politique (partis et alliances)                                        | Voix                      | % des exprimés            | Voix                     | % des exprimés           |
|                                                                           |                                                                                           |                           |                           |                          |                          |
|                                                                           | Christophe Blanchet La République en marche (Mouvement démocrate)                         | 20 338                    | 39,72                     | 22 624                   | 55,82                    |
|                                                                           | Nicole Ameline (députée sortante) Les Républicains (Union des démocrates et indépendants) | 12 186                    | 23,80                     | 17 908                   | 44,18                    |
|                                                                           | Philippe Fouché-Saillenfest Front national                                                | 5 884                     | 11,49                     |                          |                          |
|                                                                           | Xavier Madelaine Parti socialiste                                                         | 2 927                     | 5,72                      |                          |                          |
|                                                                           | Stéphane Poussier La France insoumise                                                     | 2 837                     | 5,54                      |                          |                          |
|                                                                           | Pierre Mouraret Parti communiste français                                                 | 2 814                     | 5,50                      |                          |                          |
|                                                                           | Sophie Börner Europe Écologie Les Verts                                                   | 2 113                     | 4,13                      |                          |                          |
|                                                                           | Alain Astresse Debout la France                                                           | 960                       | 1,87                      |                          |                          |
|                                                                           | Caroline Derec Lutte ouvrière                                                             | 393                       | 0,77                      |                          |                          |
|                                                                           | Louis Lagarde Divers (Union populaire républicaine)                                       | 333                       | 0,65                      |                          |                          |
|                                                                           | Sophie Aguillé Extrême droite (Parti de la France)                                        | 165                       | 0,32                      |                          |                          |
|                                                                           | Pascale Gros Divers                                                                       | 105                       | 0,21                      |                          |                          |
|                                                                           | Valentine Boyer Divers gauche (Allons enfants !)                                          | 102                       | 0,20                      |                          |                          |
|                                                                           | Véronique Rouillé Divers gauche (Parti de la démondialisation)                            | 50                        | 0,10                      |                          |                          |
| Source : Ministère de l'Intérieur - Quatrième circonscription du Calvados |                                                                                           |                           |                           |                          |                          |

#### Cinquième circonscription
Député sortant : Isabelle Attard (Divers gauche).
|                                                                           | |                           |                           |                          |                          |
|                                                                           | | Premier tour 11 juin 2017 | Premier tour 11 juin 2017 | Second tour 18 juin 2017 | Second tour 18 juin 2017 |
|                                                                           | |                           |                           |                          |                          |
|                                                                           | | Nombre                    | % des inscrits            | Nombre                   | % des inscrits           |
| Inscrits                                                                  | Inscrits | 89 980                    | 100,00                    | 90 002                   | 100,00                   |
| Abstentions                                                               | Abstentions | 41 808                    | 46,46                     | 48 975                   | 54,42                    |
| Votants                                                                   | Votants | 48 172                    | 53,54                     | 41 027                   | 45,58                    |
|                                                                           | |                           | % des votants             |                          | % des votants            |
| Bulletins blancs                                                          | Bulletins blancs | 694                       | 1,44                      | 2 994                    | 7,30                     |
| Bulletins nuls                                                            | Bulletins nuls | 274                       | 0,57                      | 1 236                    | 3,02                     |
| Suffrages exprimés                                                        | Suffrages exprimés | 47 204                    | 97,99                     | 36 797                   | 89,69                    |
|                                                                           | |                           |                           |                          |                          |
| Candidat Étiquette politique (partis et alliances)                        | Candidat Étiquette politique (partis et alliances) | Voix                      | % des exprimés            | Voix                     | % des exprimés           |
|                                                                           | |                           |                           |                          |                          |
|                                                                           | Bertrand Bouyx La République en marche | 18 388                    | 38,95                     | 20 358                   | 55,32                    |
|                                                                           | Cédric Nouvelot Les Républicains (Union des démocrates et indépendants) | 10 926                    | 23,15                     | 16 439                   | 44,68                    |
|                                                                           | Isabelle Attard (députée sortante) Divers gauche (Parti socialiste - Europe Écologie Les Verts - La France insoumise - Parti communiste français - Ensemble ! - Parti pirate) | 8 593                     | 18,20                     |                          |                          |
|                                                                           | Christine Bisson Front national | 5 991                     | 12,69                     |                          |                          |
|                                                                           | Christophe Sady Écologiste (Mouvement 100 % - Alliance écologiste indépendante)                                                                                               | 1 304                     | 2,76                      |                          |                          |
|                                                                           | Isabelle Peltre Lutte ouvrière | 830                       | 1,76                      |                          |                          |
|                                                                           | Éric Beaudoin Debout la France | 664                       | 1,41                      |                          |                          |
|                                                                           | Yves Rouillé Divers gauche (Parti de la démondialisation) | 255                       | 0,54                      |                          |                          |
|                                                                           | Simon Gervais Divers (Union populaire républicaine) | 253                       | 0,54                      |                          |                          |
| Source : Ministère de l'Intérieur - Cinquième circonscription du Calvados | |                           |                           |                          |                          |

#### Sixième circonscription
Député sortant : Alain Tourret (Parti radical de gauche).
|                                                                         |                                                                 |                           |                           |                          |                          |
|                                                                         |                                                                 | Premier tour 11 juin 2017 | Premier tour 11 juin 2017 | Second tour 18 juin 2017 | Second tour 18 juin 2017 |
|                                                                         |                                                                 |                           |                           |                          |                          |
|                                                                         |                                                                 | Nombre                    | % des inscrits            | Nombre                   | % des inscrits           |
| Inscrits                                                                | Inscrits                                                        | 93 349                    | 100,00                    | 93 551                   | 100,00                   |
| Abstentions                                                             | Abstentions                                                     | 45 430                    | 48,67                     | 52 835                   | 56,48                    |
| Votants                                                                 | Votants                                                         | 47 919                    | 51,33                     | 40 716                   | 43,52                    |
|                                                                         |                                                                 |                           | % des votants             |                          | % des votants            |
| Bulletins blancs                                                        | Bulletins blancs                                                | 1 130                     | 2,36                      | 3 579                    | 8,79                     |
| Bulletins nuls                                                          | Bulletins nuls                                                  | 566                       | 1,18                      | 1 596                    | 3,92                     |
| Suffrages exprimés                                                      | Suffrages exprimés                                              | 46 223                    | 96,46                     | 35 541                   | 87,29                    |
|                                                                         |                                                                 |                           |                           |                          |                          |
| Candidat Étiquette politique (partis et alliances)                      | Candidat Étiquette politique (partis et alliances)              | Voix                      | % des exprimés            | Voix                     | % des exprimés           |
|                                                                         |                                                                 |                           |                           |                          |                          |
|                                                                         | Alain Tourret (député sortant) La République en marche          | 17 108                    | 37,01                     | 24 289                   | 68,34                    |
|                                                                         | Jean-Philippe Roy Front national                                | 6 262                     | 13,55                     | 11 252                   | 31,66                    |
|                                                                         | Hubert Picard Union des démocrates et indépendants              | 5 627                     | 12,17                     |                          |                          |
|                                                                         | Paul Demeilliers La France insoumise                            | 4 767                     | 10,31                     |                          |                          |
|                                                                         | Pascal Martin Divers droite                                     | 4 035                     | 8,73                      |                          |                          |
|                                                                         | Sibylle Corblet Aznar Europe Écologie Les Verts                 | 2 341                     | 5,06                      |                          |                          |
|                                                                         | Évelyne Stirn Divers droite (Les Républicains)                  | 1 804                     | 3,90                      |                          |                          |
|                                                                         | Chantal Beaudoin Parti radical de gauche                        | 1 676                     | 3,63                      |                          |                          |
|                                                                         | Thomas Gallice Debout la France                                 | 746                       | 1,61                      |                          |                          |
|                                                                         | Virginie Poirier Parti communiste français                      | 622                       | 1,35                      |                          |                          |
|                                                                         | Pascale Georget Lutte ouvrière                                  | 385                       | 0,83                      |                          |                          |
|                                                                         | Serge Lèzement Divers gauche (Mouvement républicain et citoyen) | 324                       | 0,70                      |                          |                          |
|                                                                         | Bruno Hirout Extrême droite (Parti de la France)                | 230                       | 0,50                      |                          |                          |
|                                                                         | Audrey Mabboux-Stromberg Divers (Union populaire républicaine)  | 203                       | 0,44                      |                          |                          |
|                                                                         | Yvan Yonnet Divers gauche (Parti de la démondialisation)        | 93                        | 0,20                      |                          |                          |
| Source : Ministère de l'Intérieur - Sixième circonscription du Calvados |                                                                 |                           |                           |                          |                          |